# Varsányi Ferenc (lelkész)
| Varsányi Ferenc                           | Varsányi Ferenc                                                                       |
| Kattints az alábbi külső linkek egyikére! | Kattints az alábbi külső linkek egyikére!                                             |
| ----------------------------------------- | ------------------------------------------------------------------------------------- |
| Nem található szabad kép.(?)              |                                                                                       |
| külső link · jogvédett                    | Varsányi Ferenc. Forrás: Evangélikus Élet. 2023. október 2. Fotó: Lehel Endre, dho.hu |

Varsányi Ferenc (Várpalota, 1956. augusztus 16. –) evangélikus lelkész.

## Élete
Várpalotán matematika–kémia tagozatos gimnáziumban érettségizett 1974-ben. Az Evangélikus Teológiai Akadémián (a mai Evangélikus Hittudományi Egyetemen) folytatta tanulmányait. 1980-ban szentelték lelkésszé. Ezt követően öt évig Tolnanémediben szolgált. A Pécsi Evangélikus egyházközség másodlelkésze (1984-1990), majd lelkésze (1990-2010).
Pécsett állandó hitéleti rovata volt a Dunántúli Naplóban, rendszeres vendége lett a pécsi televíziónak és rádiónak. A rendszerváltás időszakától kezdve közel húsz éven keresztül szolgált a klinikán is mint lelkész. Börtönlelkészi szolgálata Korinek László professzornak, Németország volt tiszteletbeli pécsi konzuljának, a Magyarok Kenyere mozgalom elindítójának köszönhető. Ő kérte meg, hogy vállalja el három, börtönben lévő német állampolgár lelkigondozását. Később ez a szolgálata kiterjedt, 2005 és 2010 között magyar elítélteknek csoportos hitéleti alkalmakat is tartott. Az 1980-ban megalapított Magyar Pszichiátriai Társaság alapító tagja volt.
Pécs Város Millenniumi Díját kapta meg 2000-ben.
Ezt követően a Dunaharaszti Egyházközség lelkésze (2010-2023). 2023-ban nyugdíjba vonult. A következő városok szolgálatát látta el: Dunaharaszti, Dunavarsány, Halásztelek, Ráckeve, Szigethalom, Szigetszentmiklós és Tököl.
A Dunaharaszti Hírek című újságban Keresztény szemmel című saját rovata volt, részt vett a város életében, közéleti eseményeken jelent meg, sőt szabadegyetemet is indítottak. Utóbbi alkalmakat nem a templomban, hanem az impozáns Laffert Kúriában rendezték meg, és mindenki számára nyitottak voltak. A művészek, tudósok, teológusok előadásaira a sajtót is meghívták, hogy minél többekhez eljusson az üzenet. 2017-től 2023-ig a Csengettyű: a Dunaharaszti Evangélikus Egyházközség időszaki lapjának felelős szerkesztője volt.

## Legfontosabb könyvei
- Evangélikusok Pécsett. Sorozat: (Ökumené) 2000.

- Éltető. I. Kiadó. Dunaharaszti Evangélikus Egyházközség. Nepp Alapítvány. 2013.

- Éltető. II. Kiadó. Dunaharaszti Evangélikus Egyházközség. 2015.

- Éltető. III. Kiadó. Dunaharaszti Evangélikus Egyházközség. 2017.

- Éltető a karanténban. Kiadó. Dunaharaszti Evangélikus Egyházközség. 2020.

## Videófelvétel
- "Éltető" - A napokban megjelent Varsányi Ferenc, evangélikus lelkész első könyve. KisDuna TV – Youtube.com, Közzététel: 2023. március 27.

- Varsányi Ferenc - ÉltetŐ 2. könyvbemutató (2015. 51. hét) KisDuna TV – Youtube.com, Közzététel: 2023. február 23.

- Varsányi Ferenc - ÉltetŐ 3. könyvbemutató (2017. 06. hét) 1. rész. KisDuna TV – Youtube.com, Közzététel: 2023. február 10.

- Varsányi Ferenc - ÉltetŐ 3. könyvbemutató (2017. 06. hét) 2. rész. KisDuna TV – Youtube.com, Közzététel: 2023. február 10.

- Interjú Varsányi Ferenc, evangélikus lelkésszel (2023. 46. hét) KisDuna TV  – Youtube.com, Közzététel: 2023. november 17.